# Stegania mesonephele
Stegania mesonephele är en fjärilsart som beskrevs av Edward P. Wiltshire 1967. Stegania mesonephele ingår i släktet Stegania och familjen mätare. Inga underarter finns listade i Catalogue of Life.